# 博伊羅體育會
博伊羅體育會(Club Deportivo Boiro)是一支位於西班牙加利西亚博伊羅的職業足球會。

## 榮譽
- 西班牙足球丙級聯賽: 2015–16

## 外部連結
- Official website（页面存档备份，存于） （西班牙文）
- Futbolme team profileArchive.today的存檔，存档日期2013-06-29 （西班牙文）
- Estadios de España（页面存档备份，存于） （英文）